# Belmonte de Tajo
Belmonte de Tajo es un municipio y localidad española del sureste de la Comunidad de Madrid. El término municipal, ubicado en la comarca de Las Vegas y en la Alcarria de Chinchón, tiene una población de 1917 habitantes (INE 2024).

## Historia
Aunque es posible que existieran poblamientos anteriores, la historia documentada de Belmonte de Tajo se remonta a finales del siglo XI, después de la Reconquista. La Orden de Santiago tendrá un papel importante en la conquista y población de la región de Pozuelo de Belmonte, primitivo nombre de esta localidad madrileña. Existen documentos que dan fe de los pleitos y disputas por la propiedad de estos territorios, durante los siglos XIII y XIV entre dicha orden militar y el Obispo de Segovia al que pertenecía Pozuelo de Belmonte, según consta en los documentos de donación del rey Alfonso VIII el Noble o el de Las Navas, fue enajenado del obispado de Segovia en tiempos de Felipe II.
En 1336 el rey Pedro I el Cruel, o el Justiciero, concede a la población el privilegio de Villazgo, con lo que Pozuelo de Belmonte conseguía su propia jurisdicción y perdía el nombre de 'Pozuelo'. La Villa de Belmonte fue desamortizada en 1579, pasando la propiedad de la corona, la cual a su vez la otorgó a favor del licenciado Álvaro García de Toledo. Este primer señor de Belmonte fundó el Mayorazgo de Belmonte por el testamento que otorgó en Mondéjar el 26 de enero de 1586. El Señorío de Belmonte tuvo continuidad hasta 1691. 
El rey Carlos II, por real despacho dado en él, elevó a condado el señorío de Belmonte. Esta elevación a condado de la villa de Belmonte significó una elevación honorífica, pues se convirtió en el centro señorial de todas las rentas de la casa del Prado. Todo ello contribuyó al gasto de adorno en las casas principales, enterramientos parroquiales, aumento de capellanías. El condado ha tenido una línea sucesoria que al correr de los siglos ha llegado hasta nuestros días, existiendo en la actualidad un conde de Belmonte.
Entre vides y olivos surge un municipio de variados paisajes que no hacen sino proteger un conjunto de calles con fuertes pendientes y elementos sobresalientes de patrimonio. Los asentamientos estables en Belmonte de Tajo tuvieron lugar durante la repoblación desarrollada con la Reconquista. Sin embargo, no se puede descartar la presencia humana en esas tierras desde mucho antes, pues en el curso medio y bajo del río Jarama se han encontrado vestigios del Paleolítico inferior y restos romanos. La toponimia municipal se encuentra en la síncopa del término “Bellomonte”, al que posteriormente se le añadió “de Tajo” para evitar confusiones con poblaciones homónimas. Aunque en sus orígenes se denominó “Pozuelo de Belmonte”.
El Catastro del Marqués de Ensenada, de 1751, recogía que la localidad contaba con 143 vecinos. Las principales actividades de la población eran la agricultura —uva, olivo, cebada, trigo, avena, hortalizas…— y la ganadería –ovejas, cerdos, animales de carga…. Con la existencia de la Cañada de Valmayor-. Estas tuvieron su repercusión en la arquitectura urbana del municipio con presencia de dependencias agropecuarias y viviendas rurales. Desde el siglo XIX, el número de habitantes ha ido creciendo —con algunas oscilaciones— y se construyeron casas de tipología urbano-rural y urbana. Además, sobre todo, desde la segunda mitad del siglo XX ha aumentado el turismo y se han potenciado el sector servicios y el de la construcción.
Las principales muestras del patrimonio artístico de Belmonte son su iglesia y su ermita. La iglesia de Nuestra Señora de la Estrella es del siglo XVI aunque se construyó en varias fases. Destacan su fachada de sillería con contrafuertes y la torre que presenta una cornisa pétrea decorada con tallas de bolas. El interior de la nave de crucero muestra una cúpula sostenida sobre pilares renacentistas. Además, la iglesia tiene una pila bautismal barroca y dos benditeras del siglo XVIII así como un archivo parroquial de gran valor.
La ermita de San Isidro —dedicada a Nuestra Señora la Virgen de la O— fue construida, en el siglo XVI, con mampostería rejuntada y encalada. Presenta planta cuadrada con cuatro refuerzos cilíndricos en las esquinas, a modo de contrafuertes. En su interior destaca la bóveda de crucería, una pila de piedra de Colmenar embutida en el muro sur.
Hacia mediados del siglo XIX, el lugar tenía contabilizada una población de 542 habitantes. La localidad aparece descrita en el cuarto volumen del Diccionario geográfico-estadístico-histórico de España y sus posesiones de Ultramar de Pascual Madoz de la siguiente manera:

BELMONTE DE TAJO: v. con ayunt. de la prov. y aud. terr. de Madrid (7 leg.), part. jud. de Chinchon (1), dióc. de Toledo (12), c. g. de Castilla la Nueva: sit. en un llano, ventilada de todos los vientos, de clima despejado y sano; tiene 152 casas, la consistorial y cárcel, escuela de primera educacion para ambos sexos dotada con 1,600 rs., á la que concurren 30 niños y 12 niñas; igl. parr. (Ntra Señora de la Estrella); inmediato á la pobl. una ermita dedicada á Ntra. Sra. de la O, y en varios puntos otras 3, de las que es notable la titulada del Socorro, que era magnífica. Confina el térm. por N. con el de Perales de Tajuña, dist. una leg.; E. Villarejo de Salvanés, á igual dist.; S. la encomienda mayor de Castilla á 1/4, y O. Colmenar de Oreja, Chinchon y Valdelaguna, á una; en él se hallan 2 fuentes de escelentes aguas con lavaderos y pilares de sillería: el terreno es pedregoso y de mala calidad; comprende 5,923 fan., de las que se cultivan 3,855, y son: 154 de primera, 350 de segunda y 560 de tercera; 2 montes, uno de roble llamado Valdecabañas, de 600 fan., las 500 bien pobladas de arbolado, y las 100 destinadas á trigo; el otro denominado el Horcajo, de 400 fan. poblado de encina y roble; 10,000 olivos y 200,000 cepas de viña; los caminos son de pueblo á pueblo: el correo se recibe en Villarejo de Salvanés por medio de balijero, los domingos, miércoles y viernes: prod.: trigo, cebada, centeno, garbanzos, legumbres, aceite y vino: no hay ganados, pero se arriendan algunos pastos por su buena calidad, y se cria alguna caza menor: ind. y comercio: la principal ind. consiste en la elaboracion del esparto, particularmente en tomiza ó ataderos de que se surten los pueblos inmediatos: hay 4 molinos de aceite corrientes, o arruinados, y se emplea ademas un gremio de panaderos en surtir al pueblo y otros de este interesante art.; pobl.: 180 vec., 542 alm.: cap. prod.: 1.332,140 rs.: imp.: 68,884: contr.: 17,700: presupuesto municipal: 5,830, del que se pagan 1,700 al secretario por su dotacion, y se cubre con el fondo de propios. Este pueblo constaba de mas de 800 vec., y quedó casi desp. en el año 1706 con motivo de la quema de todos los edificios que hicieron las tropas imperiales. Es conocido con el nombre vulgar de Pozuelo de la Soga.
(Madoz, 1846, p. 141)

Hasta la reforma de la nomenclatura municipal de 1916 el municipio se llamaba Belmonte de Tajo ó Pozuelo de la Soga. En dicha fecha su nombre fue modificado por el de Belmonte de Tajo.

## Patrimonio
- Plaza de la Constitución. Data de finales del siglo XIX, en ella se alza el edificio del Ayuntamiento. Durante las fiestas patronales, los meses de mayo y septiembre, se convierte en plaza de toros y en ella se celebran concursos y festejos taurinos. Aunque es posible que la edificación aproveche los restos de un edificio preexistente. En su construcción se utilizaron materiales y técnicas constructivas propios de la época: muros de mampostería trabados con argamasa, enfoscados y encolados, forjados realizados con viguería de madera y cubierta de teja cerámica curva sobre armadura de madera y tablazón en éste en su pórtico de fundición con uniones roblonadas y apoyo en bases de piedra de Colmenar. Junto a la plaza, coronando desde lo alto de la localidad, se halla la renacentista iglesia parroquial de Nuestra Señora de la Estrella.

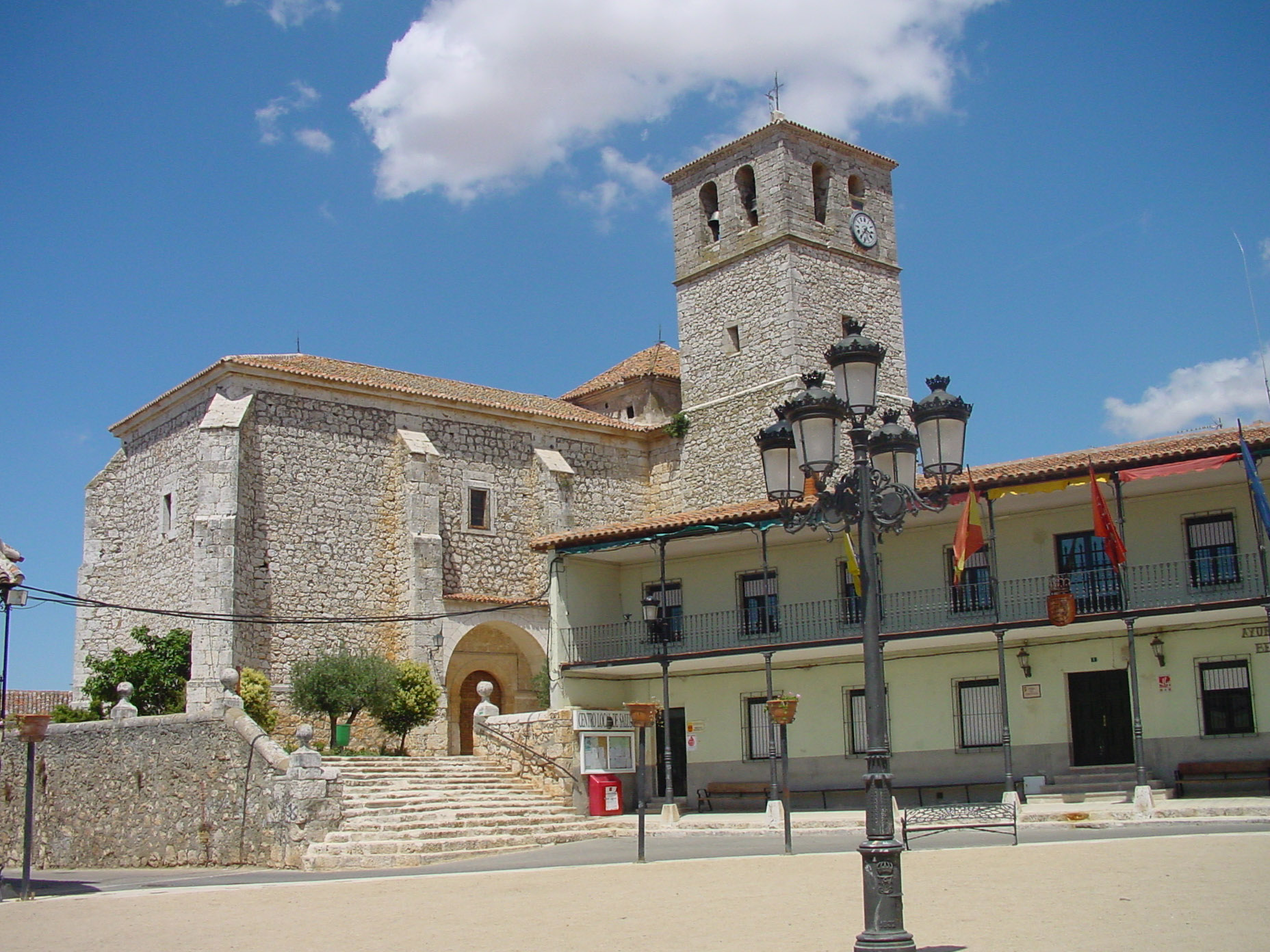
Iglesia de Nuestra Señora de la Estrella.

- Iglesia de Nuestra Señora de la Estrella.[3] Este templo es del siglo XVI, de época renacentista, aunque debido a que fue frente durante la guerra de sucesión española de principios del siglo XVIII resultó muy dañada y fue restaurada con elementos barrocos. Durante la guerra civil española la iglesia fue saqueada y quemada en su interior. El templo fue reformado en los años 2010-2012, tanto en la parte exterior donde se llevaron a cabo obras de limpieza de piedras y eliminación de elementos posteriores a su planta original como en el interior donde se eliminó una capilla posterior, esta remodelación recuperó la traza original del templo en el siglo XVI y protegió los restos de una anterior iglesia del siglo XIII. Está formada por una planta de una sola nave con forma de crucero, fabricado en sillería como corresponde al Renacimiento, posiblemente fuese levantada en el siglo XVI aprovechando algunos restos góticos de un edificio anterior, como la torre del campanario en la que destaca la cornisa decorada con tallas de bolas. Destacamos de su ornamentación la pila bautismal barroca y dos benditeras del siglo XVIII. El archivo parroquialdocumentación que arranca desde el siglo XVI.Ermita de San Isidro

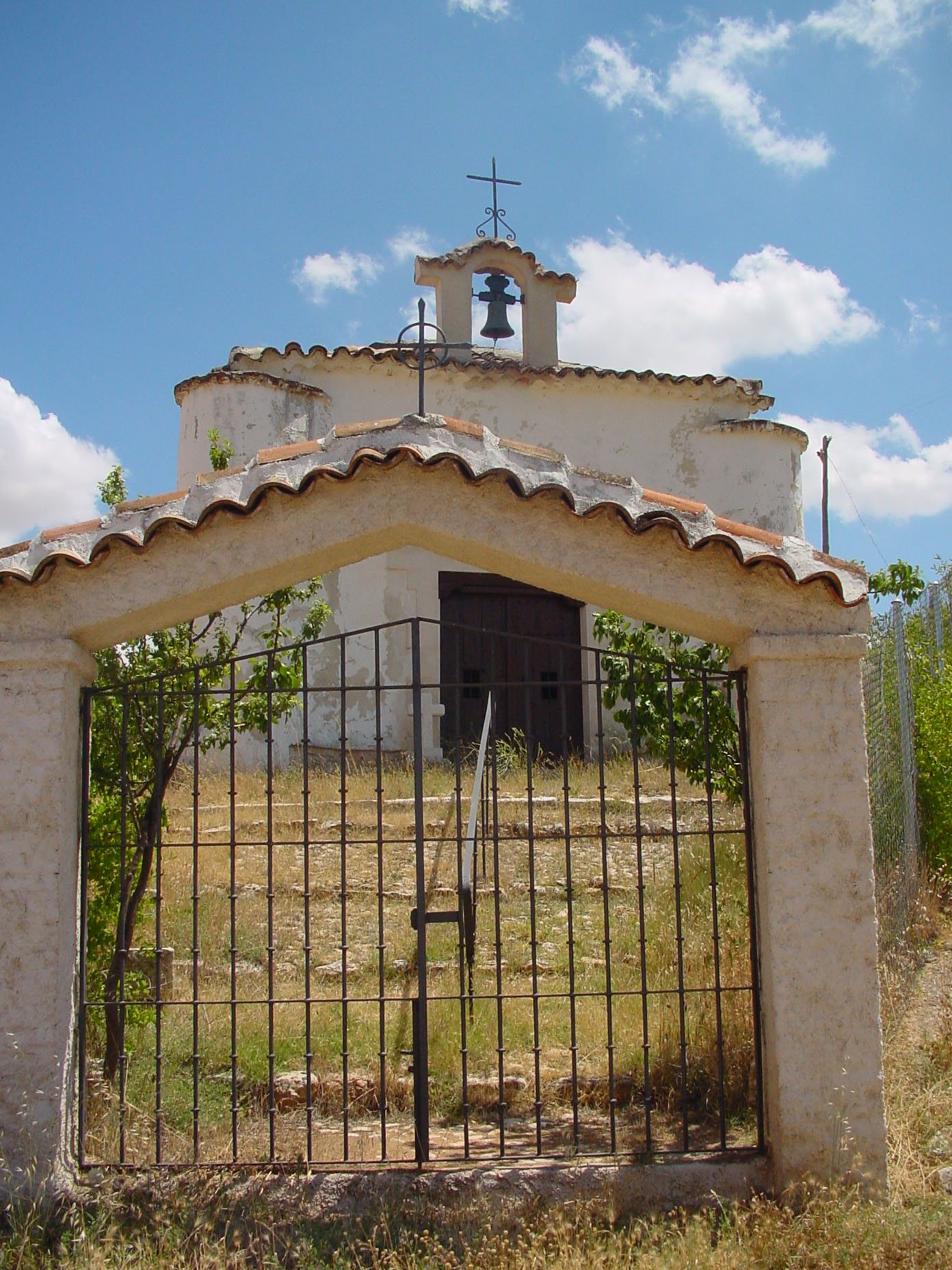
Ermita de San Isidro

- Ermita de San Isidro (antigua ermita de la Virgen de la O). Edificio de planta cuadrada, construido en mampostería, con bóveda de crucería y originales contrafuertes cilíndricos, también hechos en mampostería.  También del siglo XVI , tiene una bóveda  de crucería. En sus orígenes antigua ermita de Nuestra Señora de la O. Destruida totalmente durante la guerra civil española , se rehabilita en 1949, y se traslada allí la imagen de San Isidro Labrador, patrón de los agricultores.  El edificio de planta cuadrada, está construido en mampostería, con bóveda de crucería y originales contrafuertes cilíndricos, también hechos en mampostería. La cubierta es de teja árabe.  Solo conserva de su edificio original la campana y una pequeña cruz latina, en cuya base se lee la inscripción de “Ermita Virgen de la O”.
- Paseo de las Fuentes. Fuente de Arriba y Fuente de Abajo. Dos rincones arbolados, donde se hallan las dos fuentes. Tanto la Fuente de Arriba como la Fuente de Abajo y sus respectivos lavaderos, tienen una planta rectangular formando un único conjunto, realizado en piedra caliza de Colmenar, son otro ejemplo de arquitectura popular. Se protegen por su interés histórico y etnográfico, y por su singularidad hipológica. Así como el paisaje en el que se encuentran.En el año 2006, se finalizaron las obras de acondicionamiento de todo el conjunto, luego el grado de conservación es excelente y el atractivo del lugar es alto.
- Monte de "El Calvario". Paraje natural desde el que se puede ver toda la cala oeste del municipio, en él están levantadas tres cruces de madera, representando como era el Monte Calvario según la Biblia. A este monte se acude en procesión el Jueves Santo con las imágenes del Cristo de la Flagelación, la Dolorosa y el Cristo Crucificado.  El cerro del Calvario es un imponente espolón de roca caliza que se eleva al Oeste del casco urbano de Belmonte de Tajo y preside la cabecera del Arroyo de la Veguilla. Actualmente remodelado, hay un pequeño promontorio artificial de planta circular, que en sus límites, deja ver una estructura perimetral de mampostería trabada con argamasa que bien podría corresponder a una atalaya de origen islámico.

## Demografía
Cuenta con una población de 1917 habitantes (INE 2024).
| Gráfica de evolución demográfica de Belmonte de Tajo entre 1842 y 2021 |
| |
| Población de derecho según los censos de población del INE Población de hecho según los censos de población del INEEn estos censos se denominaba Belmonte de Tajo o Pozuelo de la Soga: 1860, 1877 y 1887 |

## Transporte público
Belmonte cuenta con tres líneas de autobús, enlazando una de ellas con la capital, concretamente, en la estación de Conde de Casal. Estas líneas son: 
| Línea | Recorrido                                        |
| ----- | ------------------------------------------------ |
| 337   | Madrid (Conde de Casal) - Chinchón - Valdelaguna |
| 350C  | Arganda del Rey (Hospital) – Belmonte de Tajo    |
| 430   | Aranjuez – Villarejo de Salvanés                 |

## Ferias y fiestas
- Semana Santa. Se celebran actos solemnes, comenzando por el Domingo de Ramos, tradicionalmente este día a las 12h de la mañana tiene lugar en la plaza de la Constitución la bendición de ramos y procesión hasta la iglesia y posteriormente, celebración de la Santa Misa. El Jueves Santo se celebran los Santos Oficios de la Cena del Señor y la Solemne Procesión del Silencio hasta el Calvario. El Viernes Santo de nuevo se celebran los Santos Oficios y tiene lugar ese día, la representación de la Pasión Viviente de Belmonte de Tajo, representada en la plaza de la Constitución, organizada por la A.C. "La Estrella", los actos de Semana Santa concluyen con la Solemne Vigilia Pascual el Sábado Santo y la Solemne Misa el Domingo de Pascua.
- Día del Hornazo. Domingo de Resurrección. El Domingo de Pascua, familias y amigos salen al campo a comer hornazo. El hornazo es una torta decorada con un huevo duro en el centro. El campo se convierte en merendero, donde los productos típicos son regados con vino de la tierra.
- Festividad de San Isidro (15 de mayo). En honor de San Isidro Labrador, patrón de la localidad y de los agricultores. Días antes de su festividad, en procesión, se traslada al Santo desde su ermita situada en la carretera de Villamanrique hasta la iglesia Ntra. Sra. de la Estrella, durante nueve días consecutivos se celebran los "Triduos en honor a San Isidro" hasta el 15 de mayo, día en que se celebra la Santa Misa en honor al patrón y la Solemne Procesión con el traslado de vuelta de San Isidro a su ermita.
- Santísimo Cristo de la Flagelación (segundo sábado de mayo). Junto con la festividad de San Isidro, se celebran en el pueblo las fiestas en honor al Santísimo Cristo de la Flagelación, en las que las Hermandades de San Isidro y del Cristo de la Flagelación, programan una serie de festejos. De manera solemne en estas fiestas tiene lugar la Santa Misa en honor al Cristo y la procesión con la bendita imagen.
- Festividad de las Vírgenes del Socorro y del Rosario. La festividad más importante para el pueblo de Belmonte de Tajo es el día 8 de septiembre, día de la patrona, la Virgen del Socorro, en estas fiestas también se celebra la festividad de la Virgen del Rosario, aunque su día sea en octubre, tradicionalmente, siempre se celebra junto con la festividad de la patrona. La Hermandad de la Virgen del Socorro y el Ayuntamiento elaboran los tradicionales festejos para las fiestas patronales en las que los habitantes y visitantes disfrutan con los diferentes eventos (verbenas, procesiones, festejos taurinos, concursos, torneos deportivos...). Fiestas mayores, con procesiones, vaquillas, capeas, música, muestras de arte popular y concurso de disfraces.

## Política y administración municipal
- Elecciones municipales:

Resultados de las elecciones municipales del 22 de mayo de 2015:
| Candidaturas                              | Votos | Concejales |
| ----------------------------------------- | ----- | ---------- |
| Partido Socialista Obrero Español (PSOE)  | 334   | 4          |
| Partido Popular (PP)                      | 304   | 3          |
| PIBEL (Partido Independiente de Belmonte) | 216   | 2          |
| La España en Marcha                       | 14    | 0          |

El 13 de junio de 2015, tras la constitución del ayuntamiento, fue proclamado alcalde de Belmonte de Tajo el candidato del Partido Socialista Obrero Español (PSOE), Amador Salinas Haro, para la legislatura 2015-2019.
Resultados de las elecciones municipales del 26 de mayo de 2019:
| Candidatura                             | Número de votos | Concejales |
| --------------------------------------- | --------------- | ---------- |
| Partido Socialista Obrero Español PSOE  | 469             | 5          |
| Partido Popular Partido Popular         | 306             | 3          |
| PIBEL Partido Independiente de Belmonte | 181             | 1          |

El 15 de junio de 2019, tras la constitución del ayuntamiento y tras obtener el candidato por el Partido Socialista mayoría absoluta, fue proclamado alcalde Amador Salinas Haro para la legislatura 2019-2023.
Resultados de las elecciones municipales del 28 de mayo de 2023:
| Candidatura                            | Número de votos | Concejales |
| -------------------------------------- | --------------- | ---------- |
| Partido Popular Partido Popular        | 419             | 4          |
| Partido Socialista Obrero Español PSOE | 385             | 4          |
| Agrupación Somos Belmonte              | 168             | 1          |
| VOX                                    | 64              |            |

El 17 de junio de 2023, tras la constitución del ayuntamiento, fue proclamado alcalde Roberto Morate Carralero para la legislatura 2023-2027.
- Elecciones generales:

Resultados de las elecciones generales del 20 de diciembre de 2015:
| Candidaturas                             | Votos |
| ---------------------------------------- | ----- |
| Partido Socialista Obrero Español (PSOE) | 294   |
| Partido Popular (PP)                     | 258   |
| Podemos                                  | 170   |
| Ciudadanos-Partido de la Ciudadanía      | 142   |
| Unidad Popular (España)                  | 49    |
| Partido Animalista (PACMA)               | 8     |
| Falange Española de las JONS             | 7     |
| Vox                                      | 7     |
| Por un Mundo más Justo (PM+J)            | 1     |

Resultados de las elecciones generales del 26 de junio de 2016:
| Candidaturas                               | Votos |
| ------------------------------------------ | ----- |
| Partido Popular (PP)                       | 286   |
| Partido Socialista Obrero Español (PSOE)   | 270   |
| Podemos                                    | 169   |
| Ciudadanos-Partido de la Ciudadanía        | 129   |
| Partido Animalista (PACMA)                 | 11    |
| Falange Española de las JONS               | 6     |
| Vox                                        | 4     |
| Unión Progreso y Democracia                | 4     |
| Partido Comunista de los Pueblos de España | 1     |
| Recortes Cero - Grupo Verde                | 1     |

## Educación
Centros educativos en Belmonte de Tajo:
- CEIP Belmonte de Tajo
- Escuela de educación infantil Las Brisas

## Deporte
El municipio cuenta con un complejo deportivo con campo de césped artificial, tanto para jugar al F.7 como al F.11,  una pista de fútbol sala y baloncesto. También dispone de una pista de tenis y de dos piscinas, una de ellas para niños.
- Fútbol. Belmonte de Tajo tiene sus propios equipos de fútbol, el Sporting Belmonteño, club que posee dos equipos: el primer equipo que actualmente está inactivo y el equipo juvenil que compite en la 2.ª categoría juvenil madrileña.
- Ciclismo. Actualmente en Belmonte de Tajo existe el Club Ciclista MTB "Los Manantiales", agrupación de ciclistas aficionados y profesionales que disfrutan de este deporte participando en multitud de rutas por los alrededores y organizando la "Ruta Los Manantiales" en Belmonte de Tajo, ruta que el año 2017 celebrará su VII Edición, sin duda, una de las mejores rutas de bici de montaña de la zona.
- Running. Al igual que en ciclismo, en Belmonte de Tajo el Running es representado por el grupo "Running Los Manantiales", que organizan la que, en 2017 celebrará su III Edición, la Legua "Los Manantiales", carrera popular que recorre los principales parajes del municipio.

## La Pasión de Belmonte de Tajo

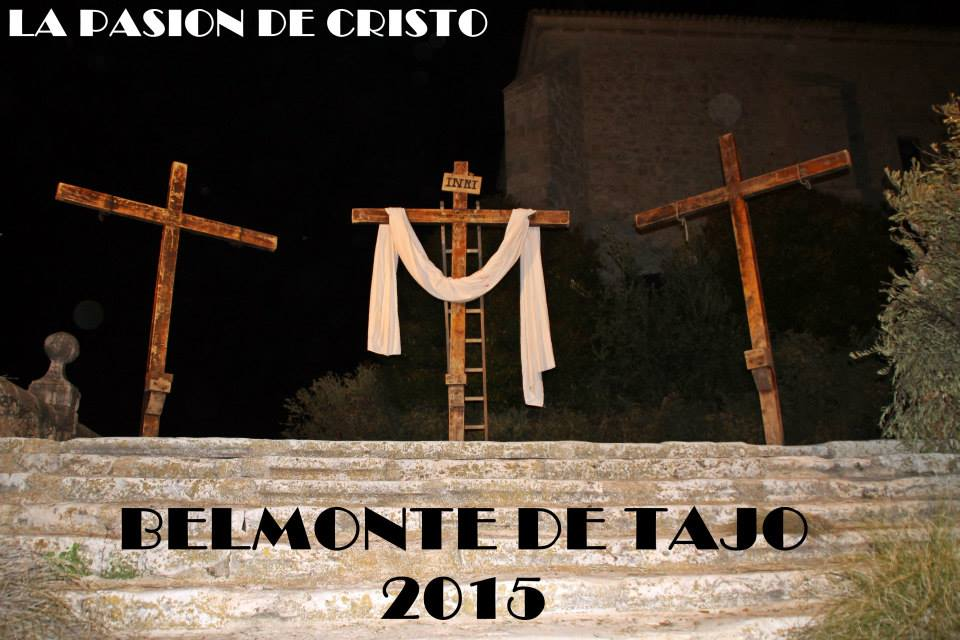
Pasión de Belmonte de Tajo 2015

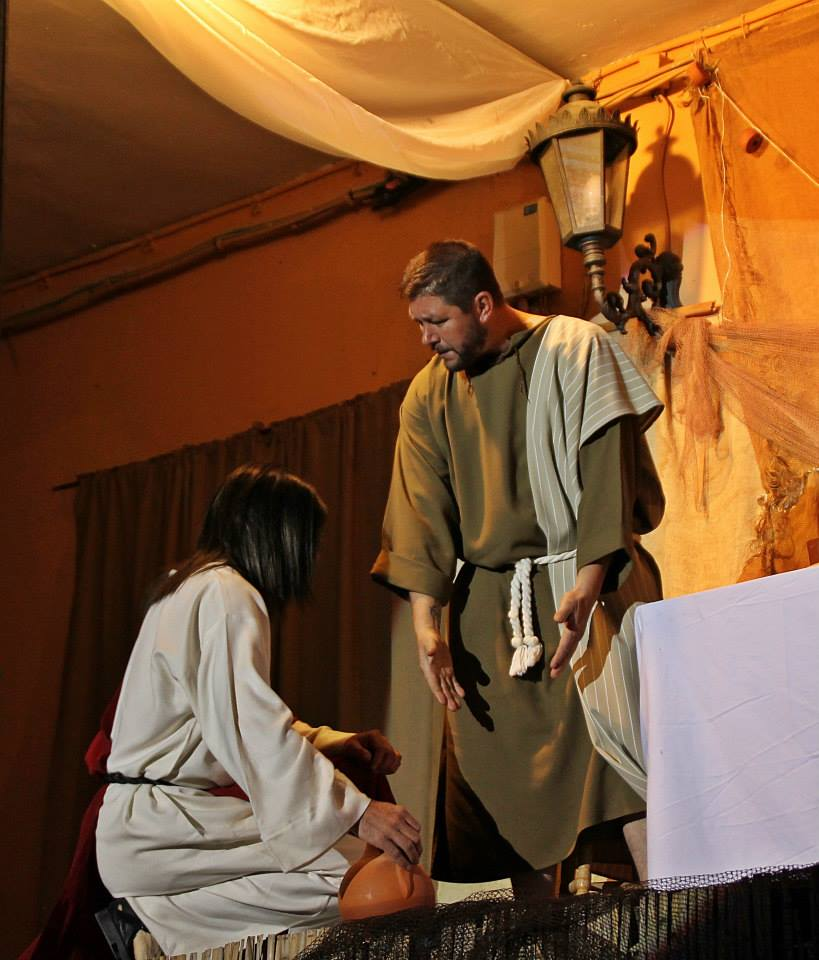
Lavatorio de pies

Se trata del principal acto cultural del pueblo, organizado por la Asociación Cultural "La Estrella", en colaboración con el Ayuntamiento de Belmonte de Tajo.
Aunque La Pasión se representó por primera vez el Sábado Santo del año 1994, la A.C. "La Estrella" no se hizo cargo de su organización hasta el año 1997, año de creación y fundación de la citada asociación. 
Pese a que en 2024 se cumplen 30 años desde la primera representación, se celebrará su vigésimo novena edición, ya que, debido a la pandemia del Covid-19, la representación no pudo llevarse a cabo en 2020 y 2021. 
Durante tres años, además de llevar a cabo la representación en Belmonte de Tajo, la misma se realizó en el pueblo almeriense de Adra, y en el año 2023, en Mota del Cuervo (Cuenca). 
Las características más relevantes de La Pasión de Belmonte de Tajo son:
- Tanto el sonido, la iluminación y los efectos especiales son realizados por colaboradores no profesionales.

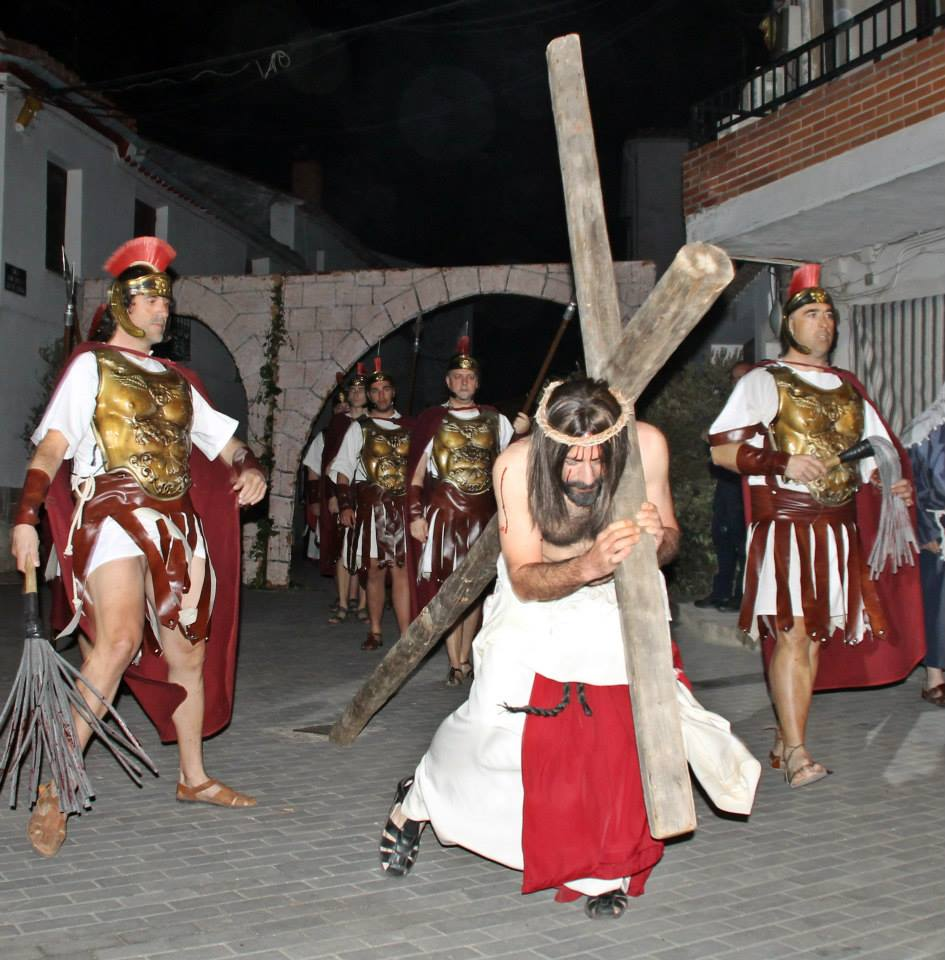
Camino del Calvario

- Los diálogos han sido grabados por los propios actores en los estudios Musigrama de Madrid.
- En dos ocasiones Telemadrid, realizó sendos reportajes sobre la Pasión de Belmonte, no obstante, fue promocionada en el programa Ruta 179 emitido en enero de 2017
- Todos los actos tienen lugar en la plaza de la Constitución, de la que el público no tiene que moverse para ver todo el espectáculo completo.
- En una ocasión los informativos de Antena3 realizaron un reportaje sobre la Pasión; además, ha sido mencionada en artículos o noticias en diversos medios de prensa escrita.